# Skeleton-Weltcup 2004/05
Der Skeleton-Weltcup 2004/05 war eine zwischen dem 26. November 2004 und dem 12. Februar 2005 von der FIBT veranstaltete Wettkampfserie im Skeleton. Als Unterbau zum Weltcup fungierten der Europacup und der America’s Cup.
Der Kanadier Jeff Pain und die US-Amerikanerin Noelle Pikus-Pace gewannen die Gesamtwertungen jeweils zum ersten Mal. Pain gewann in der Saison zudem den Weltmeistertitel. Die erfolgreichsten Nationen waren ebenfalls Kanada bei den Männern und die USA bei den Frauen. Vorjahressieger Kristan Bromley belegte nur den achten, Vorjahressiegerin Lindsay Alcock den vierten Platz. Bei den Frauen konnten sich zudem Starterinnen aus der Schweiz und Deutschland mit fünf Top-Ten-Platzierungen unter den Besten der Gesamtwertung und drei Saisonsiegen gut platzieren, bei den Männern waren vier Starter aus der Schweiz, Österreich und Deutschland unter den besten zehn der Gesamtwertung, ein Sieg ging an die Schweiz.

## Einzelergebnisse der Weltcupsaison 2004/05
| Weltcup in Winterberg, 26. November 2004 | Weltcup in Winterberg, 26. November 2004 | Weltcup in Winterberg, 26. November 2004 | Weltcup in Winterberg, 26. November 2004 | Weltcup in Winterberg, 26. November 2004 |
| ---------------------------------------- | ---------------------------------------- | ---------------------------------------- | ---------------------------------------- | ---------------------------------------- |
| Disziplin                                | Erster Platz                             | Zweiter Platz                            | Dritter Platz                            |                                          |
| Frauen                                   | Noelle Pikus-Pace                        | Deanna Panting                           | Diana Sartor                             |                                          |
| Männer                                   | Jeff Pain                                | Gregor Stähli                            | Chris Soule                              |                                          |

| Weltcup und Europameisterschaft in Altenberg, 2. Dezember 2004 | Weltcup und Europameisterschaft in Altenberg, 2. Dezember 2004 | Weltcup und Europameisterschaft in Altenberg, 2. Dezember 2004 | Weltcup und Europameisterschaft in Altenberg, 2. Dezember 2004 | Weltcup und Europameisterschaft in Altenberg, 2. Dezember 2004 |
| -------------------------------------------------------------- | -------------------------------------------------------------- | -------------------------------------------------------------- | -------------------------------------------------------------- | -------------------------------------------------------------- |
| Disziplin                                                      | Erster Platz                                                   | Zweiter Platz                                                  | Dritter Platz                                                  |                                                                |
| Frauen                                                         | Kerstin Jürgens                                                | Maya Pedersen                                                  | Lindsay Alcock                                                 |                                                                |
| Männer                                                         | Chris Soule                                                    | Duff Gibson                                                    | Jeff Pain                                                      |                                                                |

| Weltcup in Igls, 9. Dezember 2004 | Weltcup in Igls, 9. Dezember 2004 | Weltcup in Igls, 9. Dezember 2004 | Weltcup in Igls, 9. Dezember 2004 | Weltcup in Igls, 9. Dezember 2004 |
| --------------------------------- | --------------------------------- | --------------------------------- | --------------------------------- | --------------------------------- |
| Disziplin                         | Erster Platz                      | Zweiter Platz                     | Dritter Platz                     |                                   |
| Frauen                            | Noelle Pikus-Pace                 | Kerstin Jürgens                   | Mellisa Hollingsworth             |                                   |
| Männer                            | Gregor Stähli                     | Jeff Pain                         | Markus Penz                       |                                   |

| Weltcup in Sigulda, 18. Dezember 2004 | Weltcup in Sigulda, 18. Dezember 2004 | Weltcup in Sigulda, 18. Dezember 2004 | Weltcup in Sigulda, 18. Dezember 2004 | Weltcup in Sigulda, 18. Dezember 2004 |
| ------------------------------------- | ------------------------------------- | ------------------------------------- | ------------------------------------- | ------------------------------------- |
| Disziplin                             | Erster Platz                          | Zweiter Platz                         | Dritter Platz                         |                                       |
| Frauen                                | Noelle Pikus-Pace                     | Maya Pedersen                         | Tanja Morel                           |                                       |
| Männer                                | Duff Gibson                           | Frank Kleber                          | Chris Soule                           |                                       |

| Weltcup in Cesana, 20. Januar 2005 | Weltcup in Cesana, 20. Januar 2005 | Weltcup in Cesana, 20. Januar 2005 | Weltcup in Cesana, 20. Januar 2005 | Weltcup in Cesana, 20. Januar 2005 |
| ---------------------------------- | ---------------------------------- | ---------------------------------- | ---------------------------------- | ---------------------------------- |
| Disziplin                          | Erster Platz                       | Zweiter Platz                      | Dritter Platz                      |                                    |
| Frauen                             | Kerstin Jürgens                    | Diana Sartor                       | Monique Riekewald                  |                                    |
| Männer                             | Duff Gibson                        | Matthias Biedermann                | Jeff Pain                          |                                    |

| Weltcup in St. Moritz, 27. Januar 2005 | Weltcup in St. Moritz, 27. Januar 2005 | Weltcup in St. Moritz, 27. Januar 2005 | Weltcup in St. Moritz, 27. Januar 2005 | Weltcup in St. Moritz, 27. Januar 2005 |
| -------------------------------------- | -------------------------------------- | -------------------------------------- | -------------------------------------- | -------------------------------------- |
| Disziplin                              | Erster Platz                           | Zweiter Platz                          | Dritter Platz                          |                                        |
| Frauen                                 | Tanja Morel                            | Noelle Pikus-Pace                      | Maya Pedersen                          |                                        |
| Männer                                 | Chris Soule                            | Eric Bernotas                          | Gregor Stähli                          |                                        |

| Weltcup in Lake Placid, 12. Februar 2005 | Weltcup in Lake Placid, 12. Februar 2005 | Weltcup in Lake Placid, 12. Februar 2005 | Weltcup in Lake Placid, 12. Februar 2005 | Weltcup in Lake Placid, 12. Februar 2005 |
| ---------------------------------------- | ---------------------------------------- | ---------------------------------------- | ---------------------------------------- | ---------------------------------------- |
| Disziplin                                | Erster Platz                             | Zweiter Platz                            | Dritter Platz                            |                                          |
| Frauen                                   | Maya Pedersen                            | Katie Uhlaender                          | Noelle Pikus-Pace                        |                                          |
| Männer                                   | Eric Bernotas                            | Jeff Pain                                | Zach Lund                                |                                          |

| Weltmeisterschaften in Calgary, 20./21. Februar 2005 | Weltmeisterschaften in Calgary, 20./21. Februar 2005 | Weltmeisterschaften in Calgary, 20./21. Februar 2005 | Weltmeisterschaften in Calgary, 20./21. Februar 2005 | Weltmeisterschaften in Calgary, 20./21. Februar 2005 |
| ---------------------------------------------------- | ---------------------------------------------------- | ---------------------------------------------------- | ---------------------------------------------------- | ---------------------------------------------------- |

## Frauen

### Einzelwertung
| Rang | Pilotin                  | Land                   | WIN | ALT | IGL | SIG | CES | STM | LAK | Punkte |
| ---- | ------------------------ | ---------------------- | --- | --- | --- | --- | --- | --- | --- | ------ |
| 1.   | Noelle Pikus-Pace        | Vereinigte Staaten     | 01  | 09  | 01  | 01  | 09  | 02  | 03  | 560    |
| 2.   | Maya Pedersen            | Schweiz                | 05  | 02  | 06  | 02  | 06  | 03  | 01  | 545    |
| 3.   | Kerstin Jürgens          | Deutschland            | 08  | 01  | 02  | 07  | 01  | 26  | 04  | 470    |
| 4.   | Lindsay Alcock           | Kanada                 | 04  | 03  | 05  | 05  | 10  | 04  | 05  | 457    |
| 5.   | Diana Sartor             | Deutschland            | 03  | 05  | 04  | 06  | 02  | 10  | 11  | 456    |
| 6.   | Katie Uhlaender          | Vereinigte Staaten     | 06  | 04  | 07  | 04  | 12  | 08  | 02  | 431    |
| 7.   | Tanja Morel              | Schweiz                | 09  | 13  | 11  | 03  | 04  | 01  | 09  | 412    |
| 8.   | Mellisa Hollingsworth    | Kanada                 | 07  | 07  | 03  | 12  | 05  | 07  | 08  | 396    |
| 9.   | Monique Riekewald        | Deutschland            | 10  | 08  | 08  | 08  | 03  | 05  | 13  | 370    |
| 10.  | Lea Ann Parsley          | Vereinigte Staaten     | 13  | 06  | 13  | 10  | 06  | 14  | 10  | 300    |
| 11.  | Michelle Kelly           | Kanada                 | 18  | 09  | 19  | 09  | 08  | 06  | 07  | 293    |
| 12.  | Deanna Panting           | Kanada                 | 02  | 17  | 14  | 13  | 16  | 13  | 12  | 268    |
| 13.  | Jekaterina Mironowa      | Russland               | 10  | 21  | 16  | 15  | 19  | 17  | 06  | 207    |
| 14.  | Eiko Nakayama            | Japan                  | 17  | 18  | 09  | 14  | 18  | 12  | 15  | 200    |
| 15.  | Louise Corcoran          | Neuseeland             | 20  | 20  | 15  | 11  | 21  | 18  | 14  | 162    |
| 16.  | Natsuko Naka             | Japan                  | 21  | 23  | 21  | 20  | 15  | 11  | 18  | 140    |
| 17.  | Kathrin Huber            | Italien                | 13  | 14  | 10  | 18  | –   | –   | –   | 122    |
| 18.  | Kathrine Koczynski       | Vereinigte Staaten     | –   | –   | –   | –   | 13  | 09  | 16  | 102    |
| 19.  | Desirée Bjerke           | Norwegen               | 12  | 27  | 18  | –   | 17  | 19  | –   | 100    |
| 20.  | Judith Huber             | Italien                | 24  | 11  | 12  | 22  | –   | –   | –   | 095    |
| 21.  | Dany Locati              | Italien                | –   | –   | 17  | 21  | 11  | 23  | –   | 085    |
| 22.  | Costanza Zanoletti       | Italien                | 16  | 25  | –   | –   | 14  | 20  | –   | 076    |
| 23.  | Sylvia Liebscher         | Deutschland            | 15  | 12  | –   | –   | 23  | –   | –   | 073    |
| 24.  | Anna Schewzowa           | Russland               | 22  | 22  | 25  | 24  | 26  | 22  | 20  | 071    |
| 25.  | Tristan Gale             | Vereinigte Staaten     | 19  | 14  | 22  | 23  | –   | –   | –   | 070    |
| 26.  | Alexandra Grünberger     | Österreich             | 23  | 16  | 23  | –   | 20  | 24  | –   | 068    |
| 27.  | Shelley Rudman           | Vereinigtes Königreich | –   | –   | –   | 16  | 24  | 16  | –   | 056    |
| 28.  | Julia Eichhorn           | Deutschland            | –   | –   | 20  | 17  | –   | –   | –   | 038    |
| 29.  | Swetlana Trunowa         | Russland               | 25  | DNF | 26  | 25  | 29  | 21  | –   | 033    |
| 30.  | Michella Wichmann-Moller | Dänemark               | 28  | 19  | 27  | –   | 30  | 25  | –   | 032    |
| 31.  | Jessica Kilian           | Schweiz                | 27  | 24  | 24  | –   | 22  | –   | –   | 032    |
| 32.  | Marion Trott             | Deutschland            | –   | –   | –   | –   | –   | 15  | –   | 027    |
| 33.  | Kelly Moffat             | Neuseeland             | 26  | 26  | 28  | 26  | 25  | –   | DSQ | 024    |
| 34.  | Kathleen Lorenz          | Deutschland            | –   | –   | –   | –   | –   | –   | 17  | 022    |
| 35.  | Tionette Stoddard        | Neuseeland             | –   | –   | –   | –   | 28  | –   | 19  | 021    |
| 36.  | Alexandra Lapschowa      | Russland               | –   | –   | –   | 19  | –   | –   | –   | 018    |
| 37.  | Amy Williams             | Vereinigtes Königreich | –   | –   | –   | –   | 27  | –   | –   | 04     |

### Nationencup
| Rang | Land                   | Punkte |
| ---- | ---------------------- | ------ |
| 1    | Vereinigte Staaten     | 374    |
| 2    | Deutschland            | 366    |
| 3    | Kanada                 | 361    |
| 4    | Schweiz                | 359    |
| 5    | Japan                  | 202    |
| 6    | Italien                | 188    |
| 7    | Russland               | 175    |
| 8    | Neuseeland             | 134    |
| 9    | Norwegen               | 62     |
| 10   | Österreich             | 49     |
| 11   | Vereinigtes Königreich | 41     |
| 12   | Dänemark               | 26     |

## Männer

### Einzelwertung
| Rang | Pilot                   | Land                   | WIN | ALT | IGL | SIG | CES | STM | LAK | Punkte |
| ---- | ----------------------- | ---------------------- | --- | --- | --- | --- | --- | --- | --- | ------ |
| 1.   | Jeff Pain               | Kanada                 | 01  | 03  | 02  | 04  | 03  | 05  | 02  | 575    |
| 2.   | Chris Soule             | Vereinigte Staaten     | 03  | 01  | 09  | 03  | 06  | 01  | 07  | 520    |
| 3.   | Duff Gibson             | Kanada                 | 06  | 02  | 11  | 01  | 01  | 09  | 04  | 504    |
| 4.   | Gregor Stähli           | Schweiz                | 02  | 10  | 01  | –   | 05  | 03  | 05  | 442    |
| 5.   | Zach Lund               | Vereinigte Staaten     | 07  | 06  | 06  | 08  | 04  | 06  | 03  | 435    |
| 6.   | Eric Bernotas           | Vereinigte Staaten     | 11  | 08  | 08  | 10  | 07  | 02  | 01  | 426    |
| 7.   | Frank Kleber            | Deutschland            | 10  | 05  | 10  | 02  | 12  | 04  | 06  | 405    |
| 8.   | Kristan Bromley         | Vereinigtes Königreich | 05  | 04  | 06  | 07  | 24  | 07  | –   | 313    |
| 9.   | Martin Rettl            | Österreich             | 14  | 22  | 05  | 04  | 19  | 11  | 15  | 261    |
| 10.  | Florian Grassl          | Deutschland            | 08  | 12  | 04  | 06  | –   | –   | 10  | 258    |
| 11.  | Kazuhiro Koshi          | Japan                  | 09  | 08  | 16  | 13  | 08  | 23  | 14  | 242    |
| 12.  | Matthias Biedermann     | Deutschland            | 13  | 07  | 22  | 19  | 02  | –   | 18  | 228    |
| 13.  | Mirsad Halilovic        | Deutschland            | 04  | 16  | 13  | 12  | 10  | –   | 19  | 223    |
| 14.  | Markus Penz             | Österreich             | 16  | 23  | 03  | 17  | 13  | 16  | 17  | 215    |
| 15.  | Masaru Inada            | Japan                  | 15  | 18  | 12  | 15  | 14  | 10  | 22  | 194    |
| 16.  | Paul Boehm              | Kanada                 | 17  | 25  | 15  | 11  | 20  | 25  | 08  | 166    |
| 17.  | Tomass Dukurs           | Lettland               | 31  | 15  | 23  | 09  | 33  | 17  | 08  | 154    |
| 18.  | Adam Pengilly           | Vereinigtes Königreich | 29  | 11  | DSQ | 21  | 09  | 21  | 11  | 153    |
| 19.  | Martins Dukurs          | Lettland               | 37  | 20  | –   | 14  | 10  | 19  | 13  | 139    |
| 20.  | Philippe Cavoret        | Frankreich             | 20  | 13  | 25  | 15  | 16  | 20  | 20  | 138    |
| 21.  | Kōshun Tōjō             | Japan                  | 18  | 17  | 20  | 20  | 23  | 12  | –   | 120    |
| 22.  | Caleb Smith             | Vereinigte Staaten     | 12  | 13  | 18  | 18  | –   | –   | –   | 109    |
| 23.  | Yuzuru Hanyūda          | Japan                  | –   | –   | –   | –   | 18  | 08  | 23  | 080    |
| 24.  | Kevin Ellis             | Vereinigte Staaten     | –   | –   | –   | –   | 28  | 13  | 12  | 072    |
| 25.  | Urs Vescoli             | Australien             | 27  | 19  | 21  | –   | 30  | 14  | –   | 067    |
| 26.  | Kelly Forbes            | Kanada                 | –   | –   | –   | –   | 14  | 14  | 25  | 066    |
| 27.  | Cédric Tamani           | Schweiz                | 26  | 28  | 32  | –   | 17  | –   | 16  | 054    |
| 28.  | Alberto Polacchi        | Italien                | 21  | 33  | 17  | 24  | 37  | 37  | –   | 044    |
| 29.  | Sergei Tschudinow       | Russland               | 23  | 27  | 29  | 22  | 33  | 24  | DSQ | 036    |
| 30.  | Shaun Boyle             | Australien             | 19  | 30  | 24  | 32  | 30  | 28  | 27  | 035    |
| 31.  | Nathan Cicoria          | Kanada                 | 24  | 21  | 26  | 26  | –   | –   | –   | 032    |
| 32.  | Ben Sandford            | Neuseeland             | –   | –   | 14  | –   | 32  | –   | –   | 030    |
| 33.  | Dirk Matschenz          | Niederlande            | 22  | –   | –   | –   | 21  | 27  | –   | 030    |
| 34.  | Alexander Tretjakow     | Russland               | 32  | 37  | 19  | 33  | 39  | 39  | 26  | 023    |
| 35.  | Snorre Pedersen         | Norwegen               | 25  | 26  | –   | –   | 22  | –   | –   | 023    |
| 36.  | Konstantin Aladaschwili | Russland               | 35  | 32  | 27  | 23  | 36  | 33  | 24  | 022    |
| 37.  | Frank Rommel            | Deutschland            | –   | –   | –   | –   | –   | 18  | –   | 020    |
| 38.  | Stefan Mörker           | Schweiz                | –   | –   | –   | –   | 25  | 36  | 21  | 020    |
| 39.  | Grégory Saint-Géniès    | Frankreich             | 38  | 24  | 31  | 29  | 26  | 26  | –   | 020    |
| 40.  | Helge Grande Stærk      | Norwegen               | –   | –   | 33  | 26  | 29  | 22  | –   | 019    |
| 41.  | Hiroyuki Maruyama       | Japan                  | 27  | 29  | 35  | 25  | –   | –   | –   | 012    |
| 42.  | Eric Gaulin             | Österreich             | 36  | 31  | 28  | 28  | 26  | –   | –   | 011    |
| 43.  | Daniel Mächler          | Schweiz                | 29  | 35  | 30  | 34  | –   | –   | –   | 03     |
| 44.  | Stefano Maldifassi      | Italien                | 33  | –   | 33  | 31  | 35  | 29  | –   | 02     |
| 45.  | Peter van Wees          | Niederlande            | 40  | 36  | 38  | 30  | 38  | 32  | –   | 01     |
| 46.  | Russell Ward            | Neuseeland             | –   | –   | –   | –   | 40  | 30  | –   | 01     |
| 47.  | Martin Kvapil           | Tschechien             | –   | –   | –   | –   | DSQ | 31  | –   | 0      |
| 48.  | Marek Jiřičko           | Tschechien             | 42  | 39  | –   | –   | 41  | 34  | –   | 0      |
| 49.  | Håvard Engelien         | Norwegen               | 34  | –   | –   | –   | –   | –   | –   | 0      |
| 49.  | Maurizio Oioli          | Italien                | –   | 34  | –   | –   | –   | –   | –   | 0      |
| 51.  | Hubert Ličman           | Tschechien             | 43  | 41  | –   | 35  | –   | –   | –   | 0      |
| 52.  | David Ludwig            | Deutschland            | –   | –   | –   | –   | –   | 35  | –   | 0      |
| 53.  | Odd Arne Almli          | Norwegen               | –   | –   | 36  | –   | –   | –   | –   | 0      |
| 54.  | Stuart Hayden           | Vereinigtes Königreich | 38  | 40  | 37  | –   | –   | –   | –   | 0      |
| 55.  | Iain Roberts            | Neuseeland             | 41  | 38  | 40  | –   | –   | –   | –   | 0      |
| 56.  | Markus Jägert           | Österreich             | –   | –   | –   | –   | –   | 38  | –   | 0      |
| 57.  | Ivo Pakalns             | Lettland               | –   | –   | 39  | –   | –   | –   | –   | 0      |

### Nationencup
| Rang | Land                   | Punkte |
| ---- | ---------------------- | ------ |
| 1    | Kanada                 | 520    |
| 2    | Vereinigte Staaten     | 515    |
| 3    | Deutschland            | 478    |
| 4    | Japan                  | 393    |
| 5    | Österreich             | 379    |
| 6    | Vereinigtes Königreich | 341    |
| 7    | Schweiz                | 320    |
| 8    | Lettland               | 286    |
| 9    | Frankreich             | 230    |
| 10   | Russland               | 193    |
| 11   | Australien             | 191    |
| 12   | Italien                | 128    |
| 13   | Norwegen               | 116    |
| 14   | Niederlande            | 85     |
| 15   | Neuseeland             | 53     |
| 16   | Tschechien             | 29     |